# Nocturne Records
Pour les articles homonymes, voir Nocturne.
Nocturne Records est un label discographique américain de jazz, basé à Los Angeles, en Californie. Il est fondé en 1954 par le bassiste Harry Babasin et le batteur Roy Harte.

## Histoire
En 1954, Les deux musiciens Babasin et Harte fondent nocturne Records qui se consacre au jazz West Coast. L'ensemble des albums 33 tours publiés le sont dans le format 25 cm, normal pour l'époque. Harte avait déjà participé en 1952 à la création d'une maison de disque, Pacific Jazz Records. En 1955, le label est absorbé par Liberty Records qui continue à publier le catalogue de Nocturne sous le nom Jazz in Hollywood Series.
En 1988, le label Fresh Sound réédite un coffret numérique de The Complete Nocturne Recordings: Jazz in Hollywood Series. Les sessions sont aussi rééditées en 1998 en CD et en intégralité, y compris une session non publiée de Jimmy Rowles, par le label espagnol Fresh Sound Records et partiellement par la filiale de Concord Music Group, Original Jazz Classics.

## Artistes
Ont enregistré pour Nocturne : Bob Enevoldsen, Marty Paich, Jimmy Rowles, Bud Shank, Harry Babasin, Herbie Harper, Bob Gordon, Shorty Rogers, Lou Levy, et Larry Bunker.